# Krisztofer Mészáros
Krisztofer Mészáros (Győr, 5 de septiembre de 2001) es un deportista húngaro que compite en gimnasia artística. En el Campeonato de Europa de 2022, ganó la medalla de plata en ejercicios de suelo y fue el primer medallista de plata europeo de Hungría en ejercicios de suelo. Ganó una medalla de bronce con la selección húngara en el Campeonato de Europa de 2020. Representará a Hungría en los Juegos Olímpicos de París 2024.

## Carrera
Mészáros siguió a su hermana en la gimnasia y se inspiró al ver a Krisztián Berki ganar el oro olímpico en 2012.
Mészáros terminó octavo con la selección húngara en el Campeonato de Europa Juvenil de 2016. En el Festival Olímpico Europeo de la Juventud de 2017, terminó octavo en la final de ejercicios de suelo y 24º en el all-around. Luego ganó tres medallas de plata en la Copa Olímpica de Esperanzas de 2017: en ejercicio de piso, caballo con arcos y anillas. Terminó 14º en el All-Around y séptimo en el caballo con arcos en el Campeonato de Europa Juvenil de 2018.
Mészáros comenzó a competir en competiciones internacionales senior en 2019. Compitió en los Campeonatos de Europa y del Mundo de 2019, pero no se clasificó para ninguna final. En el Campeonato de Europa de 2020, ayudó a la selección húngara a ganar la medalla de bronce detrás de Ucrania y Turquía. En la final del evento, terminó sexto en ejercicios de piso y caballo con arcos y quinto en barras paralelas.
Mészáros ganó su primera medalla de la Copa Mundial de la FIG en la Copa Mundial Challenge de Osijek con un bronce en el caballo con arcos. Luego se clasificó para la final general del Campeonato Mundial de 2021 (el primer gimnasta húngaro en hacerlo desde 1999) y terminó en el puesto 14.
Mészáros terminó 17.º en la final general y quinto en la final de barra horizontal en el Campeonato de Europa de 2023. Ganó cuatro medallas en la Copa Mundial Challenge de Tel Aviv 2023: oro en ejercicios de suelo y suelo y plata en caballo con arcos y barras paralelas, lo que lo convirtió en el gimnasta más condecorado del evento. Luego, en la Copa Mundial Challenge de Osijek, ganó la medalla de bronce en ejercicios de suelo. Luego ganó tres medallas en la Copa Mundial Challenge de Szombathely: oro en ejercicios de suelo, plata en barras paralelas y bronce en barra horizontal. Al final de la serie World Challenge Cup, ocupó el primer lugar en barras paralelas y estuvo entre los cinco primeros en todas las pruebas, excepto en anillos fijos. Mészáros terminó 18.º en la ronda de clasificación del Campeonato Mundial de 2023. Como una de las ocho mejores gimnastas que no son de un país que clasificó a un equipo completo, obtuvo una cuota individual para los Juegos Olímpicos de 2024. Terminó 11.º en la final general con una puntuación total de 81,665.
Mészáros comenzó la temporada 2022 en la Osijek World Challenge Cup, terminando octavo en ejercicio de piso, cuarto en caballo con arcos y quinto en barras paralelas. Luego, en la Koper World Challenge Cup, ganó la medalla de bronce en el caballo con arcos. Ayudó a que la selección húngara terminara sexta en el Campeonato de Europa de 2022 y terminó sexto en la clasificación general. En la final de ejercicios de suelo, ganó la medalla de plata detrás del campeón olímpico defensor Artem Dolgopyat. Esta fue la primera vez que una gimnasta húngara ganó una medalla de plata europea en ejercicios de suelo, después de que Róbert Gál y György Guczoghy ganaran medallas de bronce en la prueba. En la Szombathely World Challenge Cup, Mészáros ganó su primer título de la Copa Mundial de la FIG en la barra horizontal. Luego, en el Campeonato Mundial, volvió a terminar en el puesto 14 en la final general.

## Palmarés internacional

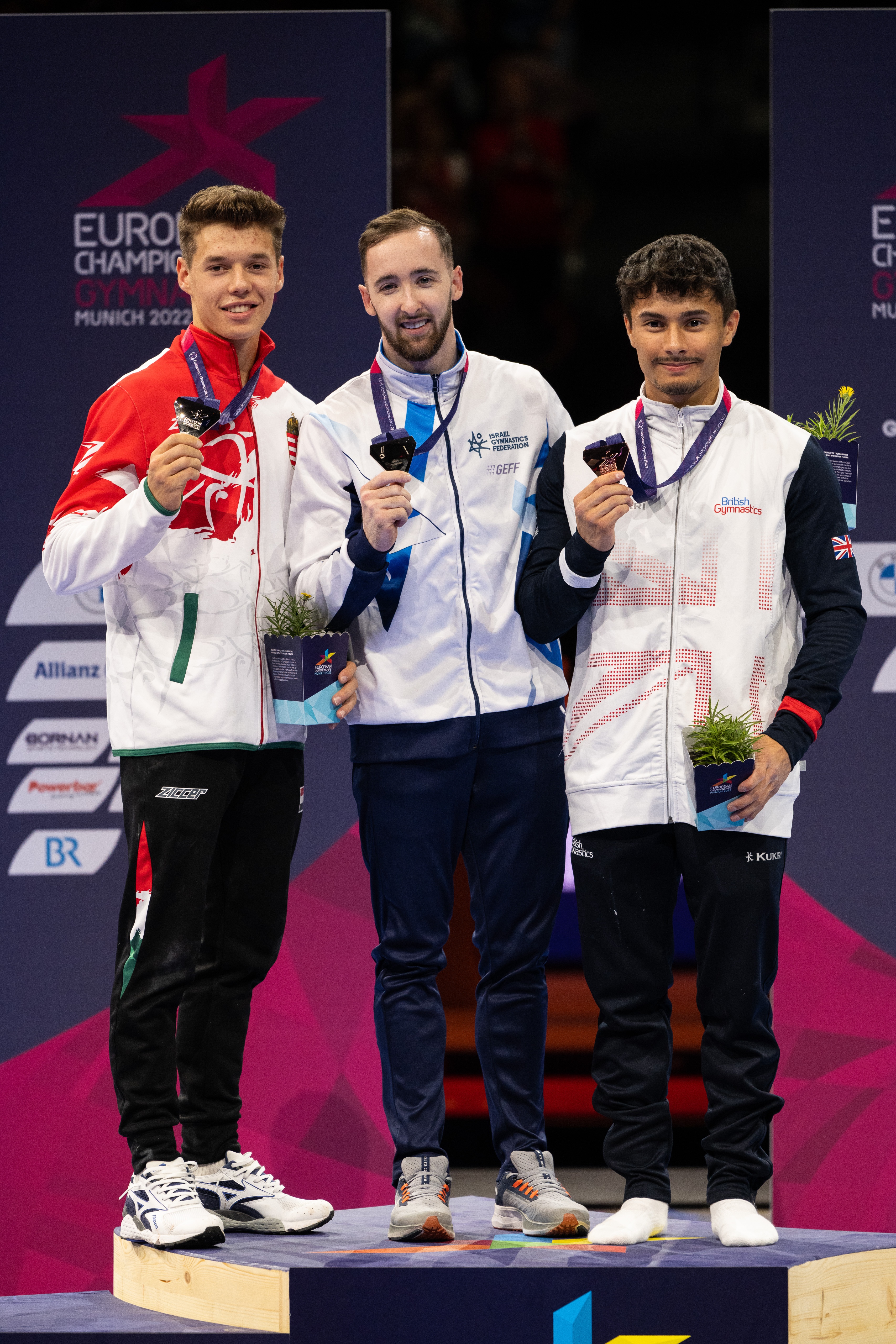
Mészáros (izquierda) con su medalla de plata en el Campeonato de Europa de 2022.

| Campeonato Europeo | Campeonato Europeo | Campeonato Europeo | Campeonato Europeo   |
| Año                | Lugar              | Medalla            | Prueba               |
| ------------------ | ------------------ | ------------------ | -------------------- |
| 2020               | Mersin (Turquía)   | Medalla de bronce  | Concurso por equipos |
| 2022               | Múnich (Alemania)  | Medalla de plata   | Suelo                |